# アウトストラーダ・デイ・ラーギ

1926年のアウトストラーダ・デイ・ラーギの経路(太線)の略図の複製

いわゆるアウトストラーダ・デイ・ラーギ(湖のアウトストラーダ)は1920年代にミラノとコモおよびヴァレーゼを結ぶ、すなわちミラノとコモ湖とマッジョーレ湖の観光地を結ぶという必要性の結果造られたものである。今日公式にアウトストラーダに分類されている3つの道路から成り立っている。それらは、A8の全区間、A9の全区間、そして、A8/A26のガッララーテ-セスト・カレンデ区間である。1962年から、イタリア高速道路会社により運営されている。この経路全体はロンバルディアに含まれている。

## 歴史
自動車専用道路、すなわち荷車、馬車、自転車、歩行者のいない高速交通に限定した道路を造り、その建設と管理の費用をカバーするために通行料金を徴収する、という高速道路の考えを思いついたのは、ロムナーゴの伯爵でありエンジニアのピエロ・プリチェッリだった。その考えは実に先進的だった、というのは、当時は走っている自動車の数がまだ少なかったからである。1923年にイタリアで走っている車両の数は合計84,687台だった。その内訳は、乗用車5.7万台、トラック2.5万台、バス2,685台である。しかしすでに1921年に、道路および産業建設請負業者としてのピエロ・プリチェッリはSocietà Anonima Autostrade(高速道路株式会社)を設立し、いくつかのプロジェクトは「公益性がある」と許可を得て、それらを具体的に実現し始めることができた。官僚主義と法律(必要な収用は3000以上だった)による遅れにもかかわらず、彼は最初の近代的高速道路の最初の事例を15か月で完成させた。
1924年9月21日に、ミラノとヴァレーゼをつなぐ現在のA8の最初の区間がライナーテに開通した。それは後にアウトストラーダ・デイ・ラーギと呼ばれることになる。これがイタリアに完成した最初の有料高速道路だった。開通のリボンはヴィットーリオ・エマヌエーレ3世が乗りプリチェッリが同乗するサヴォイア家のランチア・トリカッパにより切られた。そして、招待された車の長い列が続いた。その列の中で、ローマの新聞紙La Tribunaの記者が以下のように書いた。「寄木細工のような滑らかなセメントの上の最高に魅力的な旅、危険な自転車などもない別世界だ」ミラノ-ヴァレーゼ間の建設工事には9000万リラの費用がかかった。計算上では、毎日1000台の車が使う必要があった。
この道路は上下線非分離の片側1車線であり、幅員は11mから14mで、そのうち8mから10mが舗装されていた。これは、1日数十台の車の通行には十分すぎるものだった。経路はほとんど直線(最長区間は18km)であり、カーブの曲率半径は400m以上、勾配は3%を越えなかった。道路の舗装材料には厚さ18cmから20cmの高強度コンクリート板が使われた。
道路の建設に必要な材料、特にロンバルディア州のビズスキオのプリチェッリ採石場から採掘された砂利は、それぞれの建設現場の最寄りの駅まで鉄道を使って運搬された。料金所といえるものは無く、通行料金は、使用を必須とされていたサービスエリアとレストエリアで徴収された。その後、17箇所の料金所と、100kmの新たな道路が建設された。ごく初期の年の間は、アウトストラーダは午前1時から6時の間は閉鎖されていた。
最初の開通から1年をまたず、1925年6月28日には現在はA9の一部であるライナーテからコモの区間が開通した。その距離は24kmであり、費用は5700万リラを要した。1925年にはまた、現在はA8/A26の一部であるガッララーテからセスト・カレンデの区間11kmも開通した。

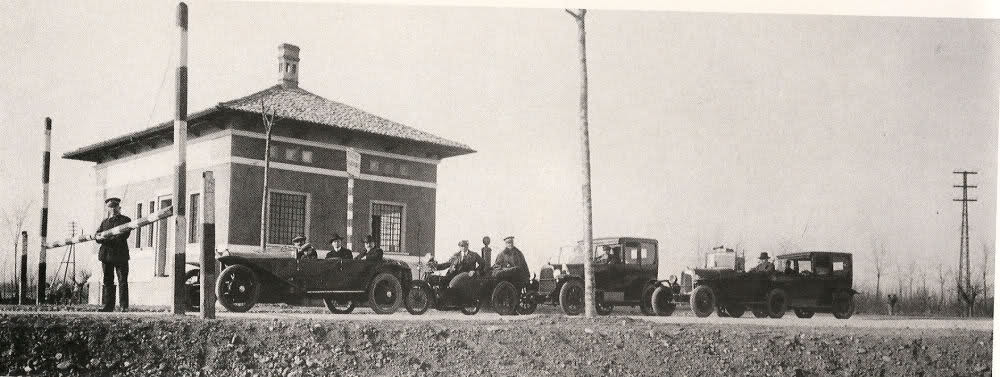
当時の入口料金所

1924年以降、これらの新しい高速道路の研究と複製の為に各国の技術者がライナーテに集まるようになった。世界で最初の高速道路がここに誕生した。アウトストラーダ・デイ・ラーギは詳細な設計基準無しに造られていた。最初の公式な基準の定義は、自動車専用道路として高速道路について定義した1933年の王室令1933の1740番である。
1968年12月24日にコモとモンテ・オリンピノの区間がコモ方面の一方通行として臨時に開通した。
新しいブロゲダ国境検問所のあるコモ-キアッソ区間は1971年12月1日に開通した。

### 建設データ
- 219のコンクリート建造物がこの道路の為に造られた。
- 200万立方メートルの土が運ばれた。
- 5台の米国製のコンクリートミキサーがコンクリートの包み込みと敷設に必要な、1日最大1200立方メートルの混合剤を造り出すために使われた。
- 4000人の作業者が平均すると毎日作業をした。

## 世界で最初の高速道路についての議論
アウトストラーダ・デイ・ラーギは、イタリアの文献ではしばしば世界で最初の高速道路と引用されている。しかし実際には、設計的には以下の高速道路が先行して開通していた。
- ニューヨーク州のロングアイランドモーターパークウェイは、1906年に計画され1908年から1911年の間に開通した[7][8][9]。
- ベルリン郊外のAVUS(アヴス)は、1909年に計画され1921年に完成した。これはレース用のクローズドトラックとして設計されたものであり、それ以外の時間に有料道路として一般供用されていた。
- ニューヨーク州のブロンクスリバーパークウェイは、1906年に計画されて1922年から1925年の間に開通した[10][11][12]。

ただし以下の点を考慮すべきである。米国のパークウェイは、少なくとも当初は、運転および景観の娯楽目的のための道路として考えられていた。また、ロング アイランド パークウェイと AVUS は、カー レースと私的な交通の両方で道路を使用するために建設されたものである。それに対して、アウトストラーダ・デイ・ラーギは、設計者であるピエロ・プリチェッリによれば、なるべく短時間に複数の地点間を移動することを目的に設計されており、これは現代の高速道路の考え方に通じているものである。技術的には違っていても、少なくとも概念としては世界初であると、1926年にミラノで開催された第5回世界道路会議で認定されたのである。

## 歴史的事実
- 1925年のミラノ-ヴァレーゼ間の料金は、二輪車は9リラ、17馬力までの車両は12リラ、17馬力から26馬力の間の車両は17リラ、26馬力以上の車両は20リラ、そしてバスはその長さにより40リラから60リラの間、であった。
- 往復の通行料は20%割引だった。
- 1926年には421,406台の車両通過が計測され、平均1日あたり1,115台だった。
- 1946年まで、料金収受人は会社の制服を着用し、出入り口では各車両に軍隊のように敬礼することが義務付けられていた。

## アウトストラーダ A8
アウストラーダ A8は、ミラノとヴァレーゼを42.6kmの経路で接続する。

## アウストラーダ A9
アウストラーダ A9は、ライナーテとコモ及びキアッソ(スイス)を32.4kmの経路で接続する。

## アウトストラーダ A8/A26
アウストラーダ A8/A26は現在はガッララーテ-ガッティコ分岐路として知られているA8とA26を接続する23.2kmの経路である。1925年に開通した時はもっと短く、A8からセスト・カレンデまでだった。